# Будагова Заріфа Ісмаїл-кизи
Заріфа Ісмаїл-кизи Будагова (азерб. Zərifə İsmayıl qızı Budaqova; 28 квітня 1929, Еривані, Вірменська РСР, СРСР — 10 листопада 1989, Баку, Азербайджанська РСР, СРСР) — радянський учений, філолог, лінгвіст, тюрколог, доктор філологічних наук (1963), професор (1968), член-кореспондент Академії наук Азербайджанської РСР (1980). Заслужений діяч науки Азербайджанської РСР.

## Біографія
Заріфа Будагова народилася 28 квітня 1929 року в місті Єревані Вірменської РСР, азербайджанської сім'ї.
У 1946 році закінчила Єреванський педагогічний технікум і вступила на факультет азербайджанської мови і літератури Єреванського педагогічного інституту. У 1948 році переїхала до міста Баку Азербайджанської РСР і продовжила освіту на факультеті азербайджанської мови і літератури Азербайджанського педагогічного інституту, який закінчила в 1949 році з відзнакою.
В цьому ж році вступила до аспірантури тюркомовного сектора Інституту мовознавства Академії наук СРСР у Москві. Кандидатську дисертацію з філології захистила в 1953 році.
У 1953—1955 роках працювала старшим науковим співробітником в Інституті мови і літератури Академії наук СРСР у Москві. У 1963 році захистила докторську дисертацію на тему «Просте речення в сучасному літературному азербайджанською мовою», ставши першою жінкою в історії азербайджанської науки, що отримала науковий ступінь доктора філологічних наук. У 1968 році Заріф Будагової присвоєно вчене звання «професор» зі спеціальності «Тюркські мови».
У 1980 році Заріфа Будагова була обрана членом-кореспондентом Академії наук Азербайджанської РСР.
З 1984 по 1988 роки Заріфа Будагова обіймала посаду заступника директора Інституту мовознавства Академії наук Азербайджанської РСР. У 1988—1989 роках працювала директором цього інституту.
Заріфа Будагова померла 10 листопада 1989 року в місті Баку Азербайджанської РСР.

## Наукова діяльність
Заріфа Будагова входить до числа всесвітньо відомих лінгвістів-теоретиків. Очолювана нею філологічна школа була створена на рівні сучасної науки про мову. Вона є найбільшим фахівцем у сфері як азербайджанського та загального мовознавства, так і тюркологічної лінгвістики, автором ряду фундаментальних монографічних досліджень, підручників, навчальних посібників, більше ста п'ятдесяти наукових праць. Займалася також підготовкою молодих наукових кадрів. Під керівництвом Заріфи Будагової виконано і захищено десятки кандидатських дисертацій<.
Заріфа Будагова — автор тритомної фундаментальної праці «Граматика азербайджанської мови». Під редакторством вийшли колективні монографії «Словосполучення в сучасному азербайджанською мовою», «Самовчитель азербайджанської мови», «Стилістика азербайджанського літературної мови», «Сучасний азербайджанський літературна мова», «Семасіологія азербайджанської мови».